# Дінець Богдан Ілліч
Богдан Ілліч Дінець (псевдо: «Самур»; нар. 1924, Спасів — пом. 13 грудня 1944, Розжалів) — український військовик, повітовий референт СБ Сокальської округи ОУН.

## Життєпис
Народився в 1924 році у селі Спасів Сокальського району Львівської області.
З 1941 по 1944 рік навчався в Сокальській гімназії.
У 1941 році вступив в ОУНР. З 1943 року в підпіллі, бойовик надрайонового проводу Служби безпеки. Згодом став повітовим референтом Служби безпеки ОУН на Сокальщині.
Застрілився з іншими діячами СБ ОУН(б) в центральному бункері, під час Розжалівської облави 13 грудня 1944 року. Місце поховання невідоме.